# Glauco Ferron
Glauco Ferron (Udine, 28 agosto 1924 – ...) è stato un calciatore italiano, di ruolo terzino.

## Carriera
Giocò per una stagione in Serie A nel Venezia.

## Palmarès

### Club

#### Competizioni nazionali
- Serie C: 1

Udinese: 1948-1949